# Marigny (Saône-et-Loire)
Marigny ist eine französische Gemeinde mit 164 Einwohnern (Stand 1. Januar 2022) im Département Saône-et-Loire in der Region Bourgogne-Franche-Comté (vor 2016 Bourgogne); sie gehört zum Arrondissement Autun (bis 2017 Chalon-sur-Saône) und ist Teil des Kantons Blanzy (bis 2015 Mont-Saint-Vincent).

## Geografie
Marigny liegt etwa 26 Kilometer südsüdöstlich von Autun. Umgeben wird Marigny von den Nachbargemeinden Saint-Eusèbe im Norden, Saint-Micaud im Osten, Mont-Saint-Vincent im Süden, Gourdon im Süden und Südwesten sowie Blanzy im Westen.

## Bevölkerungsentwicklung
| Jahr                      | 1936 | 1954 | 1962 | 1968 | 1975 | 1982 | 1990 | 1999 | 2006 | 2013 | 2019 |
| Einwohner                 | 251  | 218  | 210  | 220  | 184  | 181  | 141  | 118  | 132  | 149  | 155  |
| Quelle: Cassini und INSEE |      |      |      |      |      |      |      |      |      |      |      |

## Sehenswürdigkeiten
- Kirche
- Schloss Marigny, Monument historique seit 1990/1996

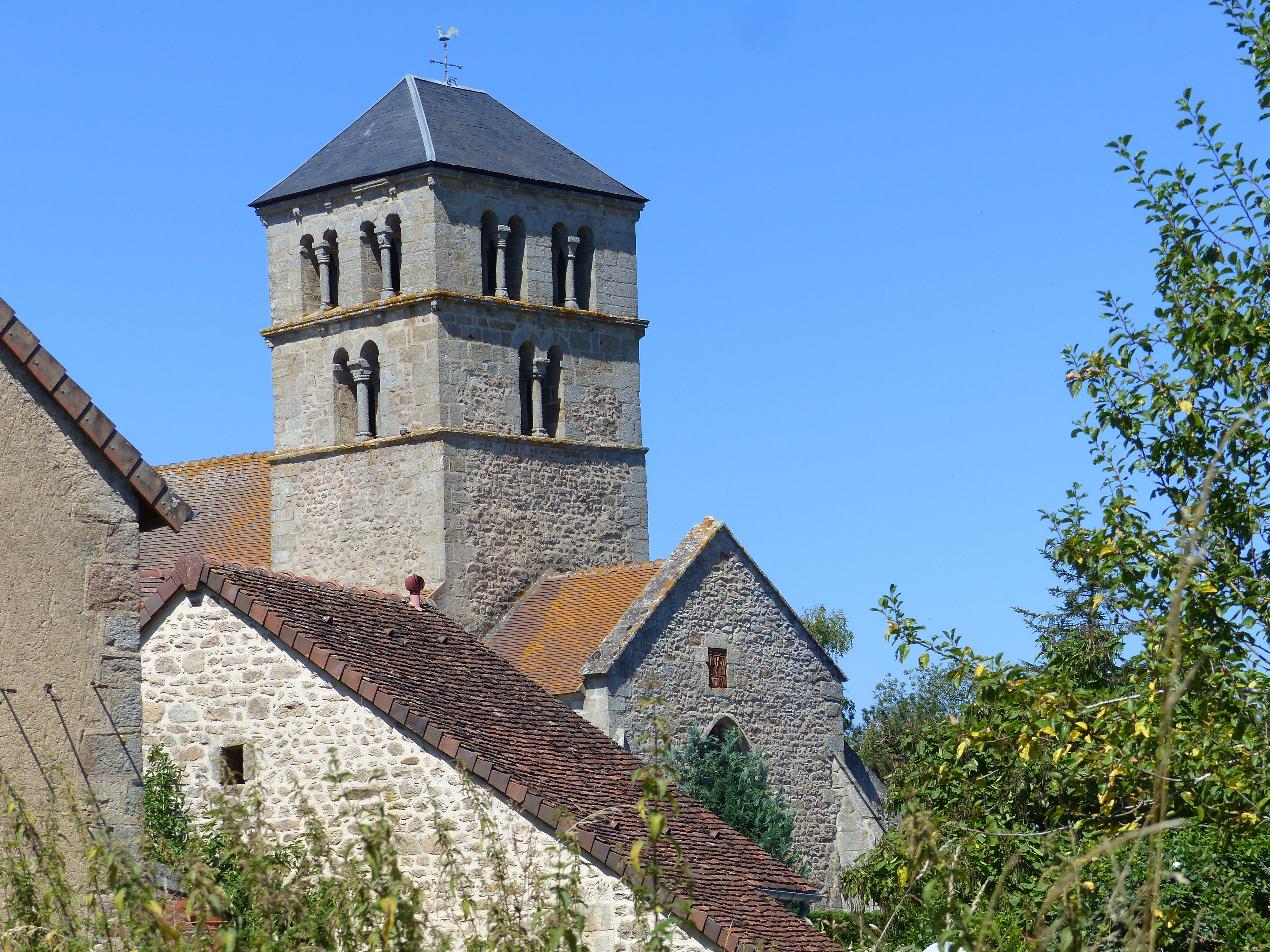
Kirche
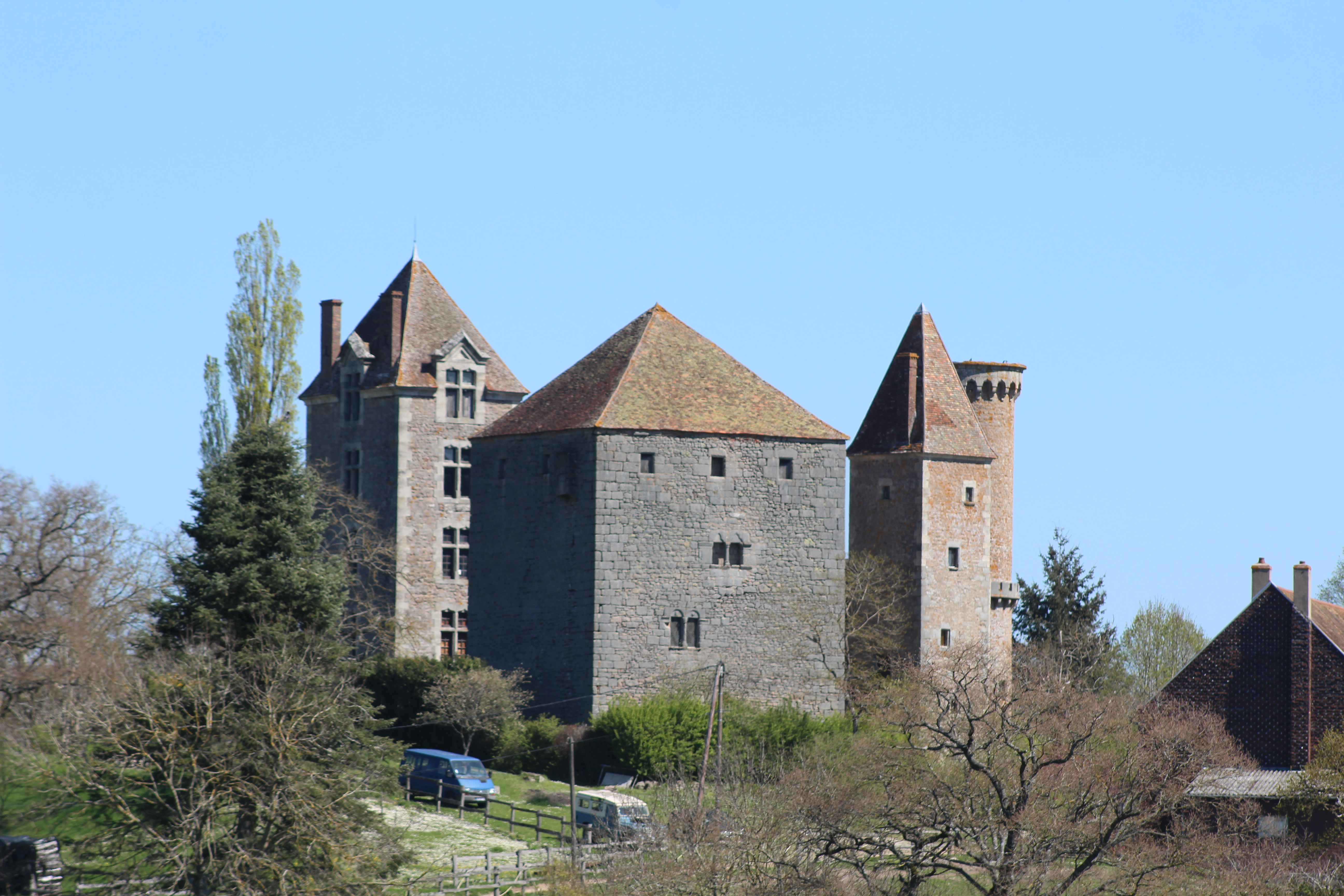
Schloss Marigny